# Cérémonie de clôture des Jeux olympiques d'été de 2024
La cérémonie de clôture des Jeux olympiques d'été de 2024 a lieu le 11 août 2024, au Stade de France, à Saint-Denis (Seine-Saint-Denis, France).

## Contexte
À la différence de l'atypique cérémonie d'ouverture des Jeux olympiques d'été de 2024, qui a eu lieu sur la Seine, la cérémonie de clôture est contenue dans le Stade de France, de manière plus classique.

## Préparatifs

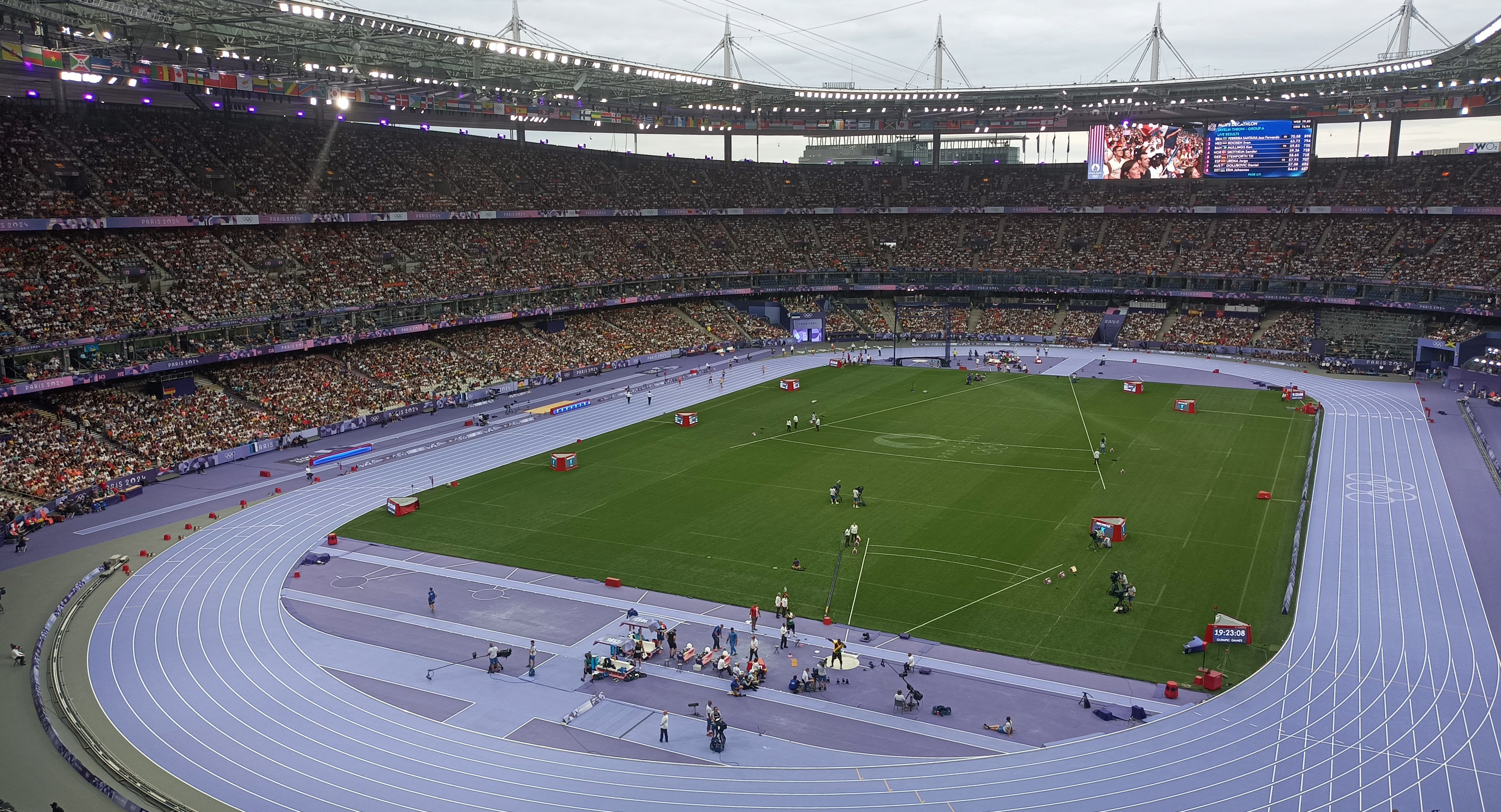
Le Stade de France, ici lors des épreuves d'athlétisme des Jeux olympiques, est utilisé pour la cérémonie de clôture.

Le comité d’organisation a nommé le metteur en scène Thomas Jolly comme directeur artistique des quatre cérémonies (ouverture et clôture des Jeux olympiques et des Jeux paralympiques) en septembre 2022. La cérémonie de clôture est écrite pour être la suite de la cérémonie d’ouverture. Intitulée « Records », elle raconte, plusieurs milliers d’années après les Jeux, la découverte des vestiges de la cérémonie d’ouverture.

## Déroulement et participants
Le nageur Léon Marchand — quintuple médaillé olympique lors de ces jeux — s'est vu confier la tâche d'éteindre le chaudron olympique du Jardin des Tuileries et de transporter la flamme olympique dans une lanterne jusqu'au Stade de France. Il est accompagné de Zaho de Sagazan qui chante Sous le ciel de Paris avec le chœur de l'académie Haendel-Hendrix.
La scène principale dans le Stade de France représente un planisphère stylisé. Un défilé des athlètes est réalisé autour de cette installation, mené par des porte-drapeaux, à l'image des médaillés Antoine Dupont et Pauline Ferrand-Prévot pour la France.
L'orchestre Divertimento, dirigé par Zahia Ziouani, joue La Marseillaise. Plusieurs chansons sont diffusées façon karaoké, telles qu'Emmenez-moi de Charles Aznavour, Les Champs-Élysées de Joe Dassin ou encore We Are the Champions de Queen.
Une séquence vidéo retrace le grandiose de la cérémonie d'ouverture durant trois minutes, Thomas Jolly supprimant cependant à la demande du CIO deux passages jugés controversés : celui du trouple et de la séquence de Barbara Butch orchestrant un tableau au goût jugé inapproprié pour des Jeux Olympiques.
Comme le veut la tradition, une cérémonie de remise de médailles se tient en pleine cérémonie de clôture des Jeux olympiques, celle du marathon féminin aux Jeux olympiques d'été de 2024 à l'issue de laquelle la médaille d'or est remise à la Néerlandaise Sifan Hassan.
Un personnage doré, baptisé le Golden Voyager, fait son apparition. C'est Arthur Cadre qui tient ce rôle principal.

La Grèce, patrie d'origine des premiers Jeux Olympiques, est mise à l'honneur avec son drapeau placé sur un mat et son hymne chanté. Des rappels à des personnages de la cérémonie d'ouverture sont réalisés via des apparitions.

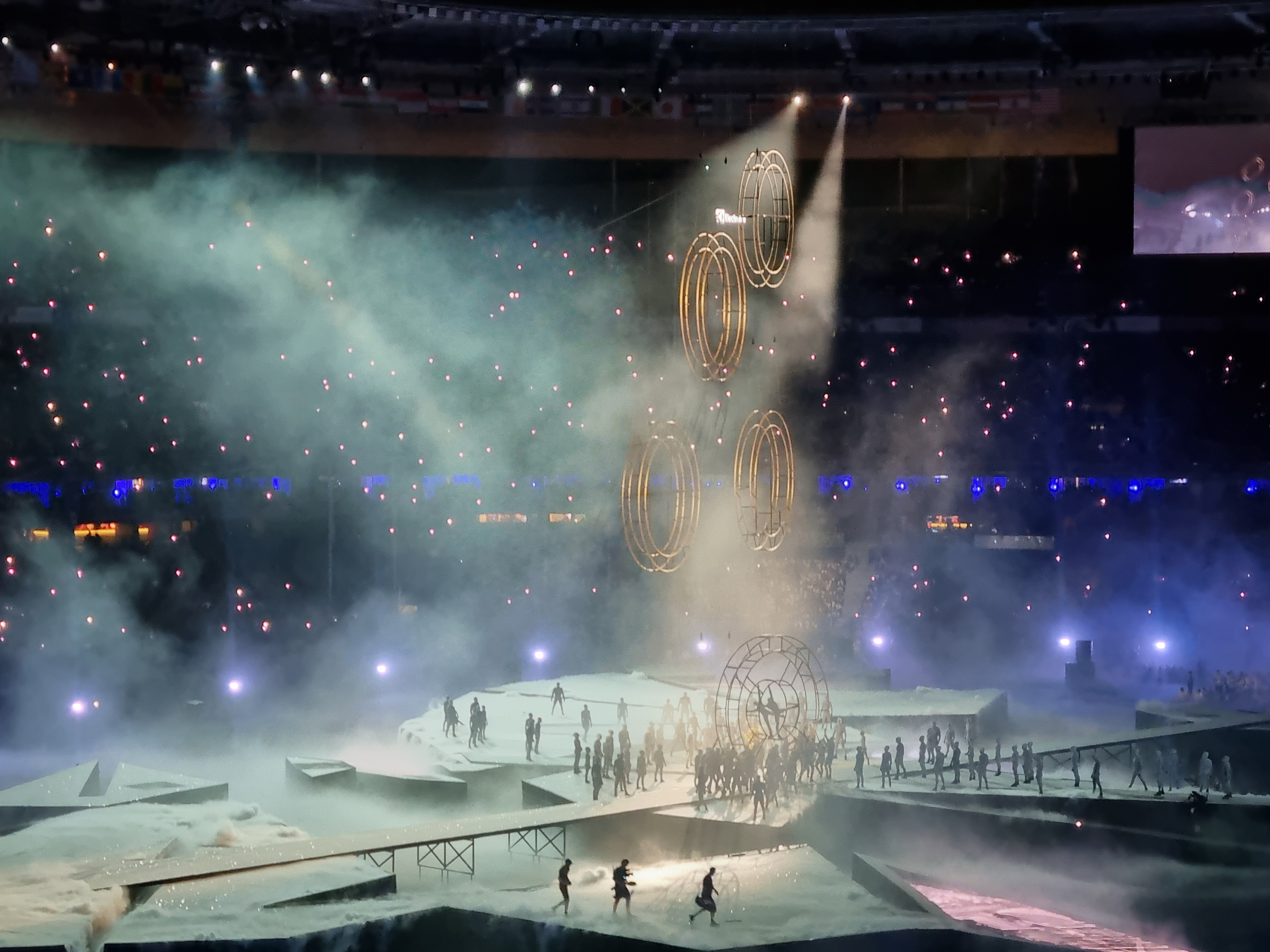
L'assemblage des anneaux olympiques

Le pianiste franco-suisse Alain Roche joue suspendu dans le vide tandis que le ténor franco-suisse Benjamin Bernheim l'accompagne. Des anneaux olympiques sont assemblés par une cohorte de danseurs.
Le groupe de musique Phoenix joue quelques-uns de ses titres dont If I Ever Feel Better, y compris avec Ezra Koenig du groupe Vampire Weekend, puis Kavinsky accompagné d'Angèle (Nightcall). Enfin, le groupe Air joue Playground Love, un de ses titres issu de la bande originale du film Virgin Suicides (1999). Le rappeur cambodgien Vannda fait également une apparition.
Les volontaires sont remerciés lors d'un discours de Tony Estanguet, président du comité d'organisation des Jeux olympiques d'été de 2024, puis de Thomas Bach, président du Comité international olympique (CIO). Ce dernier a préalablement annoncé qu'il ne briguera pas de nouveau mandat à la présidence du CIO.
Léon Marchand apparaît sur la scène du Stade de France la flamme olympique à la main. Accompagné du président du CIO Thomas Bach et d'athlètes représentants les différents continents (Teddy Riner, Sun Yingsha, Eliud Kipchoge, Mijaín López et Emma McKeon) ainsi que l'équipe des réfugiés (Cindy Ngamba), il souffle sur la flamme, matérialisant officiellement la clôture de ces jeux.
Des athlètes de l'équipe de France paralympique sont présentés pour le passage de relais aux Jeux paralympiques d'été de 2024. Antoine Dupont transmet le drapeau français à son homologue paralympique Nantenin Keïta.
Le drapeau olympique est ensuite remis par la maire de Paris Anne Hidalgo à Karen Bass, maire de Los Angeles, ville hôte des Jeux olympiques d'été de 2028. Celle-ci est accompagnée de l'athlète américaine et médaillée olympique Simone Biles. L'acteur américain Tom Cruise participe aussi au traditionnel relais en arrivant suspendu à un filin dans le stade de France sur la musique du Mission Impossible Theme et repartant en moto avec le drapeau des Jeux olympiques dans un mélange de séquences en direct et pré-enregistrées à Paris et Los Angeles, où l'on peut notamment apercevoir les sportifs Kate Courtney, Michael Johnson et Jagger Eaton mais aussi des lieux notables de Los Angeles comme le Panneau Hollywood et le Los Angeles Memorial Coliseum.
Depuis Long Beach en front de mer de Los Angeles et dans une séquence préenregistrée, les Red Hot Chili Peppers (By the Way et Can't Stop), Billie Eilish (Birds of a Feather), Snoop Dogg (Drop It Like It's Hot) et Dr. Dre (The Next Episode) réalisent une prestation musicale. En direct, H.E.R. est présente à Paris et interprète l’hymne américain.
La chanteuse Yseult chante My Way, adaptation populaire en anglais de la chanson Comme d'habitude.

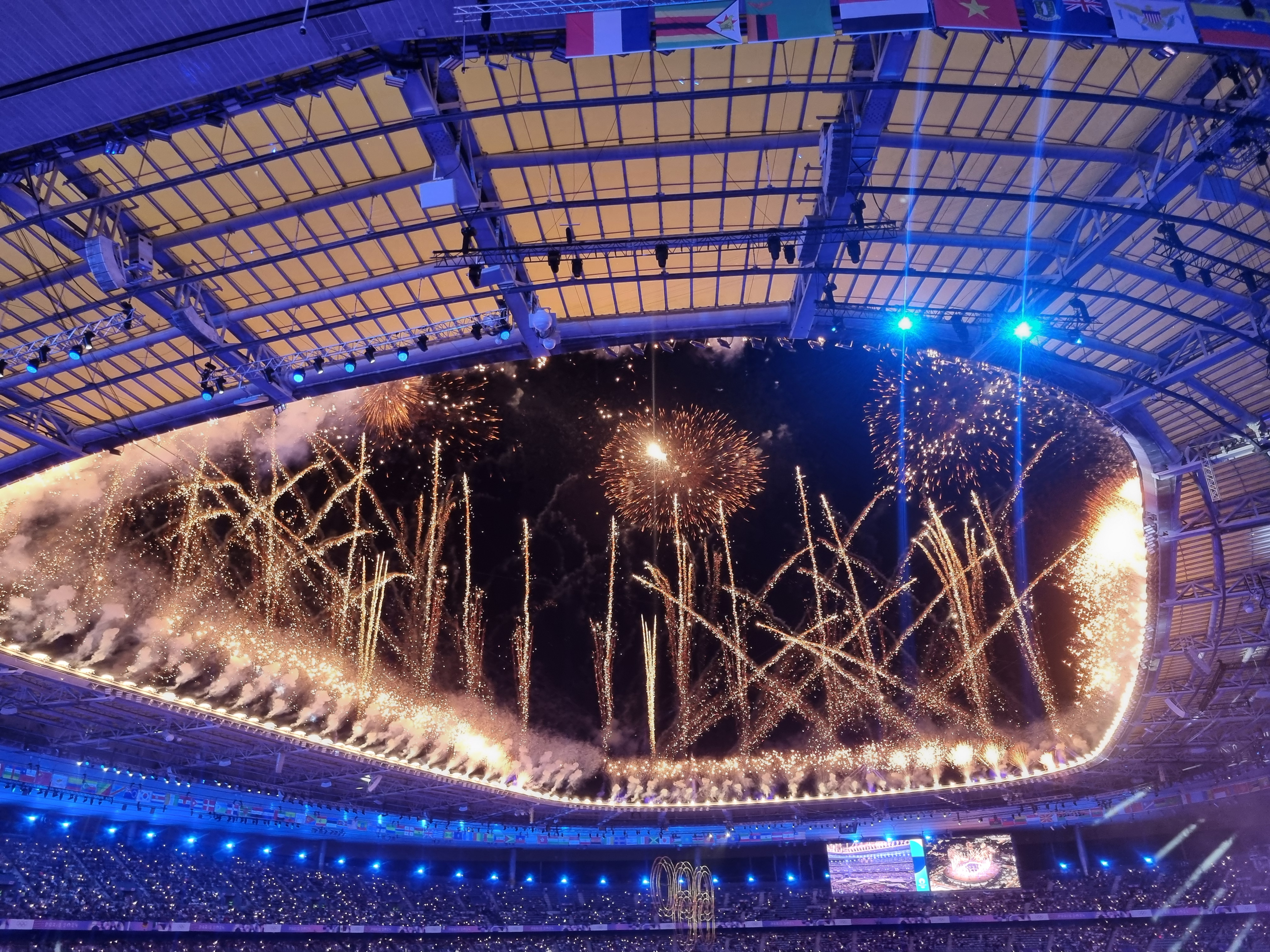
Feu d'artifice

Pour le final, un feu d'artifice est tiré depuis le toit du stade.

## Réception

### En France
La cérémonie de clôture a reçu un accueil globalement favorable dans la presse française.
Le Parisien note que « l'incroyable quinzaine des Jeux de Paris s'est achevée en beauté ». De son côté, La Dépêche du Midi note que « La fête fut totale » et que « les JO de Paris 2024 se sont clôturés en apothéose au terme d’une cérémonie spectaculaire ». Parmi les moments marquants, le quotidien régional note que les artistes musicaux, que ce soit Angèle, les Red Hot Chili Peppers, le rappeur Snoop Dogg ou Dr. Dre, ont « assuré le show ».
Dans la même lignée, Natalie Grosskopf de La Voix du Nord note que « Zaho de Sagazan a charmé les oreilles des téléspectateurs ». Elle ajoute que « le karaoké géant, sur fond d’Aznavour et de Joe Dassin, a contribué à l’ambiance très festive dans laquelle tous les athlètes se sont retrouvés ». De manière générale, la journaliste rend hommage à Thomas Jolly qui « a imaginé un spectacle sombre sur l’histoire des Jeux, mais aussi laissé une grande place à la musique, avec beaucoup d’artistes ».

### Dans le monde

#### Internautes
La cérémonie de clôture a été diversement accueillie par les internautes, certains la trouvant « incroyable », d'autres la qualifiant d'« ennuyeuse » ou de « ratée ».
La participation du nageur Léon Marchand, quintuple champion olympique, a été particulièrement appréciée, tout comme celle de la chanteuse Angèle ou du rappeur Snoop Dogg. A contrario, le personnage doré, appelé le Golden Voyager, a reçu un accueil mitigé.
Bien que sa présence ait été critiquée par l'extrême droite, la chanteuse Yseult a reçu un très large soutien de la part des internautes du monde entier.
Le passage de relais entre Paris et Los Angeles pour les Jeux Olympiques de 2028, incarné par l'acteur américain Tom Cruise mais également par la prestation musicale de Red Hot Chili Peppers, Billie Eilish, Snoop Dogg et Dr. Dre depuis le front de mer de Los Angeles, ont reçu un accueil enthousiaste de la part des internautes.

#### Presse
Le spectacle proposé a reçu un accueil globalement positif dans la presse internationale.
Aux États-Unis, The New York Times note que « Les Jeux olympiques se clôturent avec une cérémonie grandiose digne de Paris ». La performance du pianiste Alain Roche suspendu dans les airs a également reçu un accueil enthousiaste des commentateurs de NBC.
En Europe, la cérémonie est qualifiée d'« avant-gardiste » par Marca, voire d'« extravagante » par le Daily Mail. En Belgique, Le Soir parle d'une « cérémonie XXL au Stade de France » tandis que La Libre Belgique évoque un « final magique ».
En Australie, ABC note enfin que les Jeux olympiques de Paris « se sont achevés comme il se doit avec une cérémonie de clôture joyeuse ».
Les séquences tournées à Los Angeles pour le passage de relais avec les Jeux olympiques d'été de 2028 reçoivent néanmoins un accueil mitigé. Le New York Times note : « Après toutes les belles images de la France (la tour Eiffel, Versailles), passer à une cabane sur la plage peinte avec 'LA28' semble être une vraie déception ». A contrario, CNN salue « une fin hollywoodienne appropriée » pour le passage de relais entre Paris et Los Angeles.

### Distinction
L'ensemble des cérémonies d'ouverture et de clôture des Jeux olympiques et paralympiques est récompensé par la Victoire du concert lors des Victoires de la musique 2025.

## Audiences
En France, la cérémonie diffusée sur France 2 réunit 17,1 millions de téléspectateurs, soit une part de marché de 77 %,.

## Liste des représentants présents

### Nations
| Pays       | Personnalité                                                         | Titre |
| ---------- | -------------------------------------------------------------------- | --- |
| France     | Emmanuel Macron Brigitte Macron Anne Hidalgo Tony Estanguet          | Président de la République Épouse du président de la République Maire de Paris Président du Comité d'organisation des Jeux olympiques et paralympiques d'été de 2024               |
| Espagne    | Sophie                                                               | Reine émérite |
| États-Unis | Douglas Emhoff Laphonza Butler Denise Bauer Robert Garcia Karen Bass | Deuxième gentilhomme Sénatrice de Californie Ambassadrice des États-Unis en France et à Monaco Représentant des États-Unis pour le 42e district de Californie Maire de Los Angeles |
| Monaco     | Albert II                                                            | Prince souverain, président du Comité olympique monégasque et membre du CIO |
| Suède      | Charles XVI Gustave Silvia                                           | Roi Reine |

### Organisations internationales
| Organisation | Personnalité | Titre     |
| ------------ | ------------ | --------- |
| CIO          | Thomas Bach  | Président |